# Stronia (Bierutów)
Stronia (deutsch Stronn) ist ein Dorf in der Stadt- und Landgemeinde Bierutów (Bernstadt an der Weide) im Powiat Oleśnicki der Woiwodschaft Niederschlesien in Polen.

## Geographie
Das Angerdorf Stronia liegt in der Schlesischen Tiefebene, elf Kilometer nördlich von Bierutów, zwölf Kilometer östlich der Kreisstadt Oleśnica (Oels) und 50 Kilometer östlich der Woiwodschaftshauptstadt Breslau.
Nachbarorte von Stronia sind im Westen Zarzysko (Grüttenberg)', im Nordosten Jemielna (Gimmel) und im Südosten Wabienice (Wabnitz).

## Geschichte

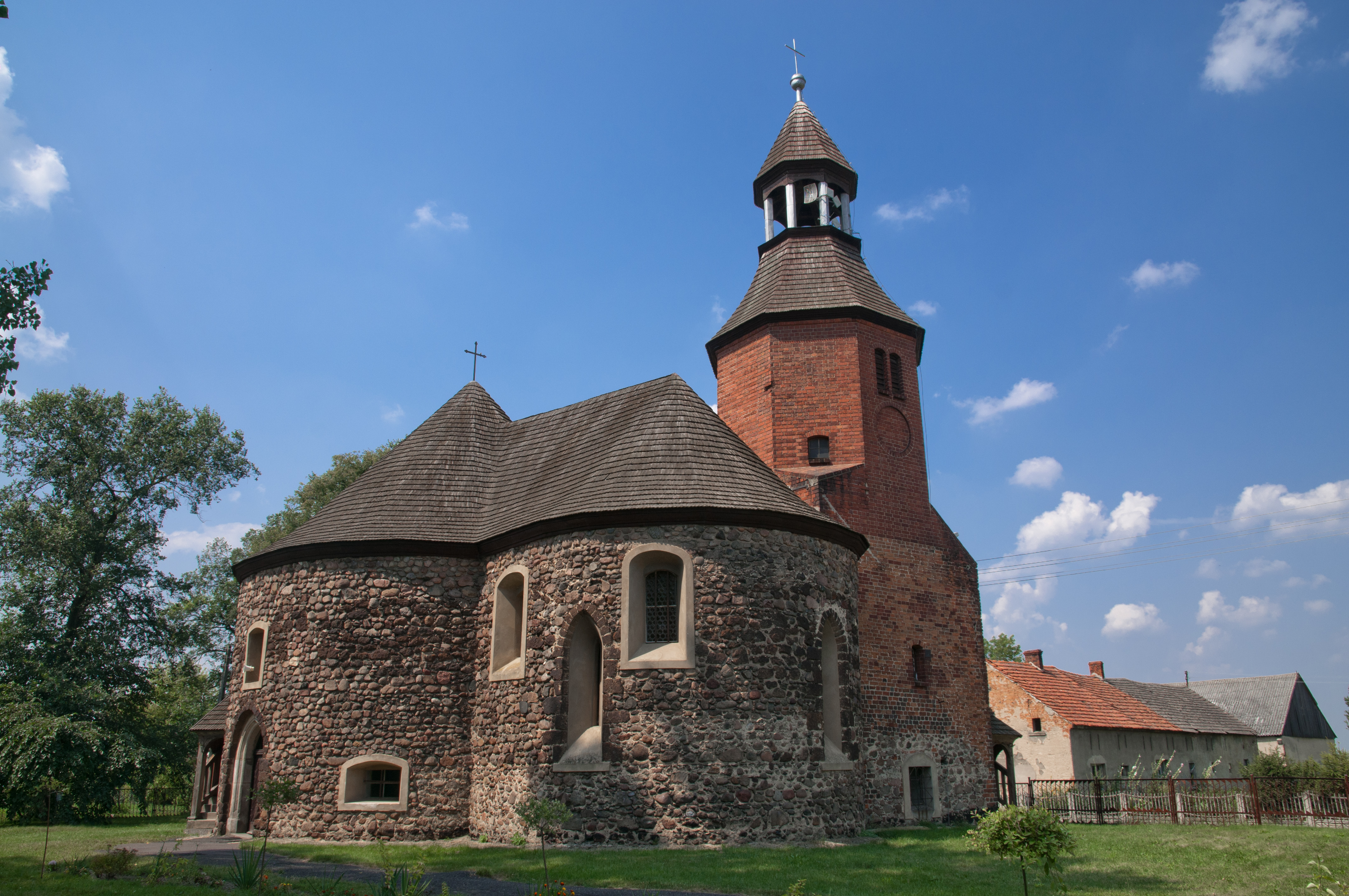
Mariä-Geburt-Kirche

Erstmals urkundlich erwähnt wurde „Stronn“ im Jahre 1266.
Nach dem Ersten Schlesischen Krieg 1742 fiel Stronn zusammen mit dem größten Teil Schlesiens an Preußen.
Nach der Neugliederung Preußens gehörte die Landgemeinde Stronn ab 1815 zur Provinz Schlesien und war ab 1816 dem Landkreis Oels eingegliedert, mit dem es bis 1945 verbunden blieb. Um 1840 wurde im Ort ein Schloss errichtet. 1874 wurde der Amtsbezirk Stronn gebildet, zu dem die Landgemeinden Gimmel, Nauke, Neuvorwerk, Stronn und Wabnitz sowie die Gutsbezirke Gimmel, Nauke, Neuvorwerk, Stronn und Wabnitz gehörten. 1885 zählte Stronn 477 Einwohner, 1933 waren es 430 und 1939 407 Einwohner.
Als Folge des Zweiten Weltkriegs fiel Stronn 1945 wie fast ganz Schlesien an Polen. Nachfolgend wurde es in Stronia  umbenannt und der Woiwodschaft Breslau angegliedert. Die deutsche Bevölkerung wurde, soweit sie nicht vorher geflohen war, weitgehend vertrieben. Die neu angesiedelten Bewohner waren zum Teil Heimatvertriebene aus Ostpolen, das an die Sowjetunion gefallen war. 1999 wurde Stronia dem Powiat Oleśnicki in der Woiwodschaft Niederschlesien eingegliedert.

## Sehenswürdigkeiten
- Die römisch-katholische Mariä-Geburt-Kirche (Kościół Narodzenia NMP) wurde vermutlich Mitte des 13. Jahrhunderts errichtet. Erstmals erwähnt wurde die Kirche 1376. Es ist ein Rundbau im Stil der Romanik mit spitzbogigen Fenstern. Zwischen 1534 und 1945 diente das Gotteshaus der protestantischen Gemeinde. Das Kirchengebäude steht seit 1956 unter Denkmalschutz.[1]
- Das Schloss Stronn (Pałac w Stronii) wurde 1840 im klassizistischen Stil errichtet und Ende des 19. Jahrhunderts umgebaut. Umgeben ist das Schloss von einem zwei Hektar großen Park. Seit 1984 steht es unter Denkmalschutz.[1]
- Hölzernes Wegekreuz